# کلیولند (آلاباما)
کلیولند (به انگلیسی: Cleveland) شهری در شهرستان بلاونت ایالت آلاباما است که مساحت آن ۲۰٫۴۳ کیلومتر مربع است و در سرشماری سال ۲۰۱۰ میلادی، ۱٬۳۰۳ نفر جمعیت داشته و تراکم جمعیتی آن، ۶۳٫۷۸ نفر در هر کیلومتر مربع بوده است.